# Norra Möckleby distrikt
Norra Möckleby distrikt är ett distrikt i Mörbylånga kommun och Kalmar län på södra Öland. 
Distriktet ligger på Ölands östkust, öster om Ölandsbrons fäste på ön. 

## Tidigare administrativ tillhörighet
Distriktet inrättades 2016 och utgörs av socknen Norra Möckleby i Mörbylånga kommun.
Området motsvarar den omfattning Norra Möckleby församling hade vid årsskiftet 1999/2000.